# Lares-Waowdeals Women Cycling Team
El Lares-Waowdeals Women Cycling Team (codi UCI: LWD) és un equip ciclista femení belga. Creat al 2016, té categoria UCI Women's Team.

## Classificacions UCI
Aquesta taula mostra la plaça de l'equip a la classificació de la Unió Ciclista Internacional a final de temporada i també la millor ciclista en la classificació individual de cada temporada.
| Temporada | Classificació per equips | Millor ciclista en la classificació individual |
| --------- | ------------------------ | ---------------------------------------------- |
| 2016      | 27è                      | Monique van de Ree (76a)                       |
| 2017      | 24è                      | Monique van de Ree (63a)                       |

A partir del 2016, l'equip participa a l'UCI Women's WorldTour
| Temporada | Classificació per equips | Millor ciclista en la classificació individual |
| --------- | ------------------------ | ---------------------------------------------- |
| 2016      | 26è                      | Monique van de Ree (74a)                       |
| 2017      | 22è                      | Sofie De Vuyst (89a)                           |

## Referències

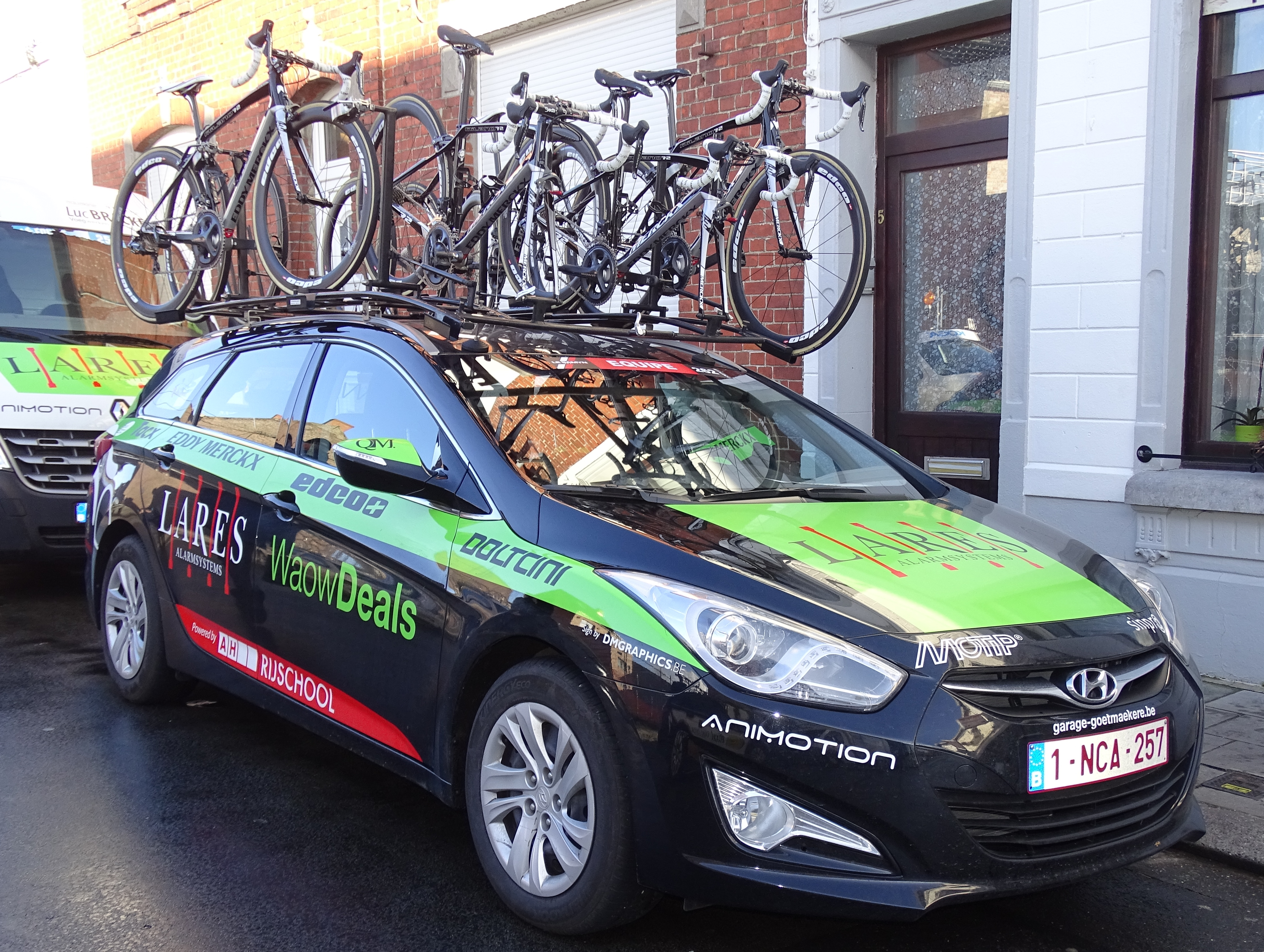
Vehicle de l'equip al 2016

## Composició de l'equip
| \| Llista de l'equip 2016 \| Llista de l'equip 2016 \| Llista de l'equip 2016 \| Llista de l'equip 2016 \| \| Ciclista \| Data de naixement \| Equip previ \| \| \| ---------------------- \| ---------------------- \| --------------------------------------- \| ---------------------- \| \| Pia De Quint \| 26 de abril de 1988 \| \| \| \| Dorleta Eskamendi \| 2 de gener de 1992 \| Bizkaia-Durango (2015) \| \| \| Tara Gins \| 2 de desembre de 1990 \| Wielerclub de sprinters Malderen (2015) \| \| \| Shana Van Glabeke \| 28 de setembre de 1993 \| Hitec Products (2015) \| \| \| Lotte van Hoek \| 8 de agost de 1991 \| Feminine Cycling Team (2015) \| \| \| Sarah Inghelbrecht \| 1 de octubre de 1992 \| \| \| \| Gabriele Jankute \| 18 de desembre de 1993 \| Sengers (2013) \| \| \| Veronika Kormos \| 17 de agost de 1992 \| Keukens Redant (2015) \| \| \| Kelly Markus \| 7 de febrer de 1993 \| Team Rytger (2015) \| \| \| Alexandra Nessmar \| 23 de juny de 1994 \| BMS BIRN (2015) \| \| \| Monique van de Ree \| 2 de març de 1988 \| De Jonge Renner (2015) \| \| \| Sarah Rijkes \| 2 de abril de 1991 \| Lotto Soudal Ladies (2015) \| \| \| Eileen Roe \| 24 de setembre de 1989 \| Wiggle Honda (2015) \| \| \| Jesse Vandenbulcke \| 17 de gener de 1996 \| Lotto Soudal Ladies (2015) \| \| \| Karen Verhestraeten \| 23 de abril de 1991 \| Sengers (2013) \| \| \| Sara Penton \| 15 de novembre de 1988 \| De Jonge Renner (2015) \| \| \| \| \| \| \| \| Font: UCI \| \| \| \| |                        |                                         |  |
| Llista de l'equip 2016 |                        |                                         |  |
| Ciclista | Data de naixement      | Equip previ                             |  |
| Pia De Quint | 26 de abril de 1988    |                                         |  |
| Dorleta Eskamendi | 2 de gener de 1992     | Bizkaia-Durango (2015)                  |  |
| Tara Gins | 2 de desembre de 1990  | Wielerclub de sprinters Malderen (2015) |  |
| Shana Van Glabeke | 28 de setembre de 1993 | Hitec Products (2015)                   |  |
| Lotte van Hoek | 8 de agost de 1991     | Feminine Cycling Team (2015)            |  |
| Sarah Inghelbrecht | 1 de octubre de 1992   |                                         |  |
| Gabriele Jankute | 18 de desembre de 1993 | Sengers (2013)                          |  |
| Veronika Kormos | 17 de agost de 1992    | Keukens Redant (2015)                   |  |
| Kelly Markus | 7 de febrer de 1993    | Team Rytger (2015)                      |  |
| Alexandra Nessmar | 23 de juny de 1994     | BMS BIRN (2015)                         |  |
| Monique van de Ree | 2 de març de 1988      | De Jonge Renner (2015)                  |  |
| Sarah Rijkes | 2 de abril de 1991     | Lotto Soudal Ladies (2015)              |  |
| Eileen Roe | 24 de setembre de 1989 | Wiggle Honda (2015)                     |  |
| Jesse Vandenbulcke | 17 de gener de 1996    | Lotto Soudal Ladies (2015)              |  |
| Karen Verhestraeten | 23 de abril de 1991    | Sengers (2013)                          |  |
| Sara Penton | 15 de novembre de 1988 | De Jonge Renner (2015)                  |  |
| |                        |                                         |  |
| Font: UCI |                        |                                         |  |

| \| Llista de l'equip 2017 \| Llista de l'equip 2017 \| Llista de l'equip 2017 \| Llista de l'equip 2017 \| \| Ciclista \| Data de naixement \| Equip previ \| \| \| ---------------------- \| ---------------------- \| --------------------------------------- \| ---------------------- \| \| Alice Cobb \| 31 de juliol de 1995 \| \| \| \| Thalita de Jong \| 6 de novembre de 1993 \| Rabo Liv Women (2016) \| \| \| Sofie De Vuyst \| 2 de abril de 1987 \| Lotto Soudal Ladies (2016) \| \| \| Mieke Docx \| 8 de juny de 1996 \| \| \| \| Tara Gins \| 2 de desembre de 1990 \| Wielerclub de sprinters Malderen (2015) \| \| \| Sarah Inghelbrecht \| 1 de octubre de 1992 \| \| \| \| Kelly Markus \| 7 de febrer de 1993 \| Team Rytger (2015) \| \| \| Flávia Oliveira \| 27 de octubre de 1981 \| Lensworld-Zannata (2016) \| \| \| Daniela Reis \| 6 de abril de 1993 \| DN 17 Poitou-Charentes (2016) \| \| \| Sarah Rijkes \| 2 de abril de 1991 \| Lotto Soudal Ladies (2015) \| \| \| Amélie Rivat \| 14 de novembre de 1989 \| Poitou-Charentes.Futuroscope.86 (2016) \| \| \| Monique van de Ree \| 2 de març de 1988 \| De Jonge Renner (2015) \| \| \| Shana Van Glabeke \| 28 de setembre de 1993 \| Hitec Products (2015) \| \| \| Lotte van Hoek \| 8 de agost de 1991 \| Feminine Cycling Team (2015) \| \| \| Bryony van Velzen \| 14 de maig de 1996 \| \| \| \| Saartje Vandenbroucke \| 13 de febrer de 1996 \| Topsport Vlaanderen-Etixx (2016) \| \| \| \| \| \| \| \| Font: UCI \| \| \| \| |                        |                                         |  |
| Llista de l'equip 2017 |                        |                                         |  |
| Ciclista | Data de naixement      | Equip previ                             |  |
| Alice Cobb | 31 de juliol de 1995   |                                         |  |
| Thalita de Jong | 6 de novembre de 1993  | Rabo Liv Women (2016)                   |  |
| Sofie De Vuyst | 2 de abril de 1987     | Lotto Soudal Ladies (2016)              |  |
| Mieke Docx | 8 de juny de 1996      |                                         |  |
| Tara Gins | 2 de desembre de 1990  | Wielerclub de sprinters Malderen (2015) |  |
| Sarah Inghelbrecht | 1 de octubre de 1992   |                                         |  |
| Kelly Markus | 7 de febrer de 1993    | Team Rytger (2015)                      |  |
| Flávia Oliveira | 27 de octubre de 1981  | Lensworld-Zannata (2016)                |  |
| Daniela Reis | 6 de abril de 1993     | DN 17 Poitou-Charentes (2016)           |  |
| Sarah Rijkes | 2 de abril de 1991     | Lotto Soudal Ladies (2015)              |  |
| Amélie Rivat | 14 de novembre de 1989 | Poitou-Charentes.Futuroscope.86 (2016)  |  |
| Monique van de Ree | 2 de març de 1988      | De Jonge Renner (2015)                  |  |
| Shana Van Glabeke | 28 de setembre de 1993 | Hitec Products (2015)                   |  |
| Lotte van Hoek | 8 de agost de 1991     | Feminine Cycling Team (2015)            |  |
| Bryony van Velzen | 14 de maig de 1996     |                                         |  |
| Saartje Vandenbroucke | 13 de febrer de 1996   | Topsport Vlaanderen-Etixx (2016)        |  |
| |                        |                                         |  |
| Font: UCI |                        |                                         |  |